# Miejska Dąbrowa
Miejska Dąbrowa [pronunciación en polaco: /ˈmjɛi̯ska dɔmˈbrɔva/] es un pueblo ubicado en el distrito administrativo de Gmina Głowaczów, dentro del Condado de Kozienice, Voivodato de Mazovia, en el este de Polonia central. Se encuentra aproximadamente a 5 kilómetros al oeste de Głowaczów, a 23 kilómetros al oeste de Kozienice, y a 69 kilómetros al sur de Varsovia.